# Lagbo, Östervåla
Lagbo är en by i Östervåla socken, Heby kommun.
Lagbo omtalas i dokument första gången 1312 ("in lavæbodhum"). I markgäldsförteckningen upptas en skattskyldig som restar en mark. Under 1500-talet upptas Lagbo i jordeboken som ett mantal skatte, först om 2 öresland och en skatteutjord om 16 penningland tillhörig Jugansbo. Från 1549 tillhörde dock skatteutjorden gården i Lagbo som då räknades som 2 öresland och 16 penningland. Lagbo hade även en skatteutjord i Buckarby.
Lagbo hade sina fäbodar vid Lagbovallen på sockenallmänningen, nära gränsen till Tierps socken.
Bland övrig bebyggelse märks Anneberg, även kallat Gropen eller förr Jan-Pers, är en gård, uppförd under 1890-talet och avstyckad från Lagbo 1901. Kanan är ett torp på den del av Buckarby som vid laga skifte tillföll Lagbo utjord i byn. Bebyggelsen är känd sedan 1870-talet. Den har fått sitt namn efter Kanaan. Liljedal, även kallat Urmarkars, är ett torp uppfört på 1890-talet. Lindbergs är ett nu försvunnet torp i närheten av Kanan. Bebyggelse fanns här på 1870-talet. Torpet Tallbo, känt sedan 1700-talet är en annan bebyggelse på den del av Buckarby som vid laga skifte tilldelades Lagbo utjord i byn.